# نور (مسلسل)
نور (باللغة التركية: Gümüş ويعني الفضة بالعربية)  هو مسلسل تلفزيوني تركي درامي ورومانسي من إنتاج شركة دي برودكشنز، بطولة كيفانش تاتليتوغ، سونغول أودن، أكرم بورا. تم بث الحلقة الأولى منه في 20 يناير 2005، على قناة كانل دي.
تدور أحداث المسلسل حول حياة الزوجين نور ومحمد شادوغلو وعائلاتهما. تم إعادة عرض المسلسل على قناة بياز تي في في عام 2013، كما تم بثه أيضًا في فتحة النهار على قناة teve2. يتكون المسلسل من 3 مواسم في نسخة تركية، وانتهى بعرض حلقته رقم 100 في 16 يونيو 2007.
يعتبر هذا العمل المشروع الأول للممثل وعارض الأزياء الشهير كيفانش تاتليتوغ، الذي اكتسب شهرة كبيرة في العالم العربي بفضل هذا المسلسل.
في عام 2009، تم دبلجة المسلسل إلى اللغة العربية، وجرى بثه يوميًا على قناة إم بي سي + دراما. يعتبر العمل ثالث مسلسل تركي يقتحم العالم العربي، حيث أتى بعد عرض سنوات الضياع بفترة قصيرة، وبعد مسلسل إكليل الورد الذي عرض في صيف 2007.

## ملخص المسلسل

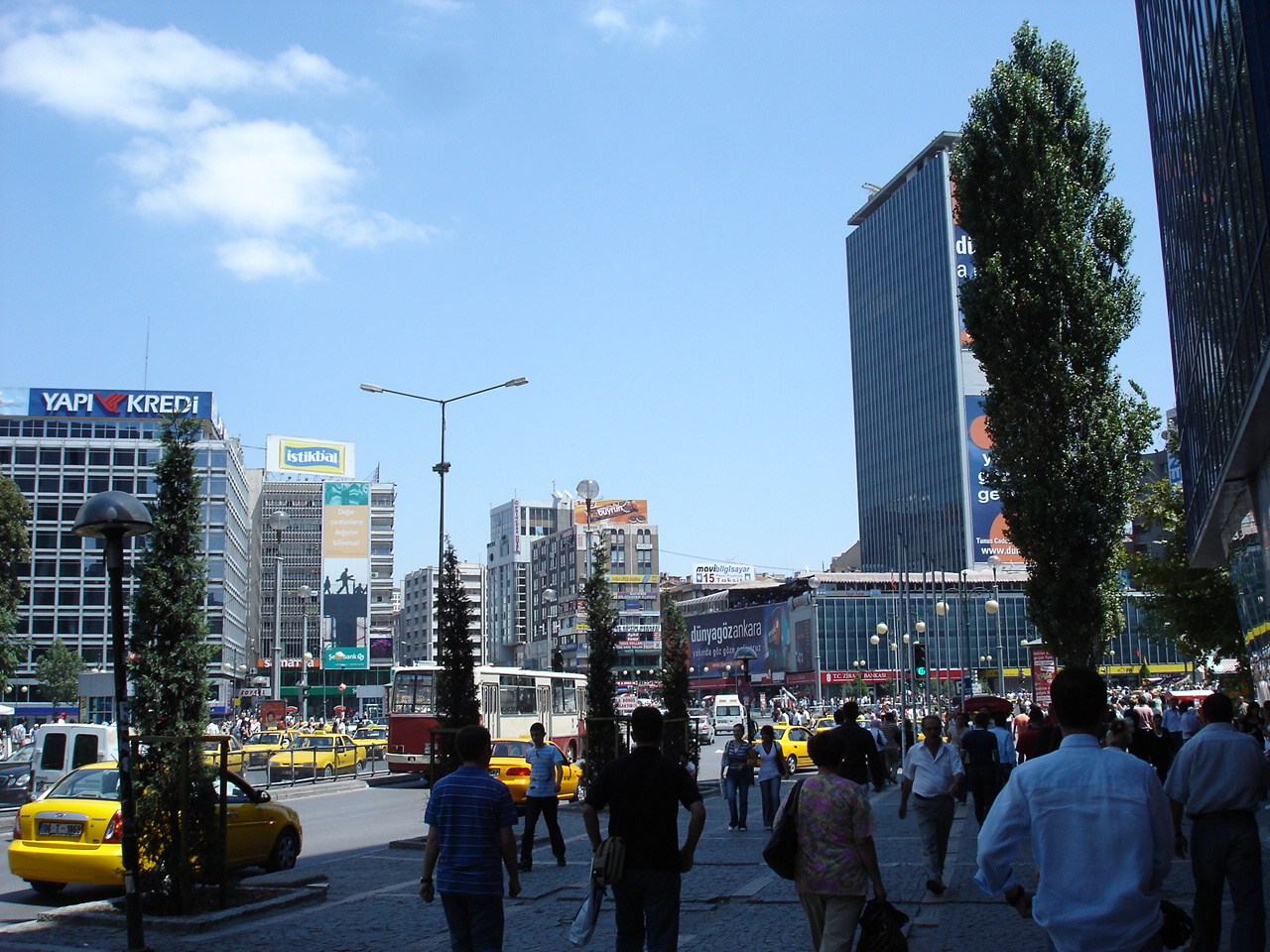
مدينة أنقرة السياحية التي صور فيها جزء من المسلسل

تدور أحداث المسلسل في مدينة إسطنبول بعد وفاة حبيبة مهند، مما يدخل مهند في دوامة من الحزن، خاصةً أن نهال كانت حاملاً في بطنها. يقوم فكري بيك، جد مهند، بتزويجه بنور، الفتاة الريفية التي أحبته في طفولته والتي تُعتبر أحد أقاربه.
في ليلة الزفاف، يهرب مهند بسبب ذكرياته مع نهال، مما يُدخل نور في حالة من الحزن العميق، ويغضب جدها فكري وأمها شريفة. مع مرور الوقت، يبدأ مهند في التقرب من نور ويخفي مشاعره تجاهها. تقوم أخته دانا بتحضيرهما للخروج معًا، إلا أن شعور عدم المبالاة لا يزال قائمًا.
في تلك الليلة، ترحل دانا إلى نيويورك، لكن جدها يوقفها في اللحظة الأخيرة. يتضح لاحقًا أن لديها ابنة تدعى ألما، مما يثير انزعاج جدها وأمها وأبيها، فيقف بجانبها نور. تطرح نور على مهند فكرة جلب ابنتها إلى تركيا، مما يرفع من معنويات مهند ويزيد إعجابه بها.
تظهر المشاكل عندما تواجه دارين نور وتخبرها بأنها تحب مهند، مما يؤدي إلى شجار بينهما. في لحظة غير مقصودة، يقوم مهند بدفع نور من السلم، مما يؤدي إلى إجهاضها. لم يكن مهند يعلم أنها حامل، وشريفة كانت على علم بذلك لكنها أخفته عنه بسبب عدم حبه للأطفال في تلك الفترة. بعد خروج نور من المستشفى، تغادر إلى أفيون، ويحاول مهند إرجاعها، لكنه يفشل، ويتبين له أنه يحبها أكثر من السابق.
يدخل مهند السجن بسبب شحنة مخدرات تابعة لشركة شاد أوغلو، وتدعم نور مهند في محنته. بعد أن يحصل على البراءة، تبدأ نور مشروعًا صغيرًا، ويشاركها فيه شخص يُدعى عابدين، الذي يُقتل لاحقًا في منتصف الأحداث بسبب محاولته خطف نور وتهديد مهند. تطلق نور النار عليه في جبل في سبارت، ويتم اعتقالها لفترة قصيرة. يشعر مهند بالحزن عليها، بينما تعجب شريفة بنور أكثر بعد هذه الأحداث.
تعود نهال، التي لم تمت في الحادث، ومعها ابنها من مهند الذي يحمل اسم مهند، ليعيشوا في سلام وحب متبادل. يتزوج الجد فكري من امرأة مسنّة تُدعى هبة، وتنتقل للعيش معهم هي وابنتها وزوج ابنتها. يدخل زوج ابنة العجوز شركة شاد أوغلو، مما يثير المشاكل ويشكل تحالفًا مع فجر ضد مهند وأنور.
يتعرض مهند للاعتداء حيث يطعن عدة طعنات شديدة، وينقل إلى العناية المركزة في حالة خطيرة.

## البطولة
المسلسل من بطولة كلٍ من:

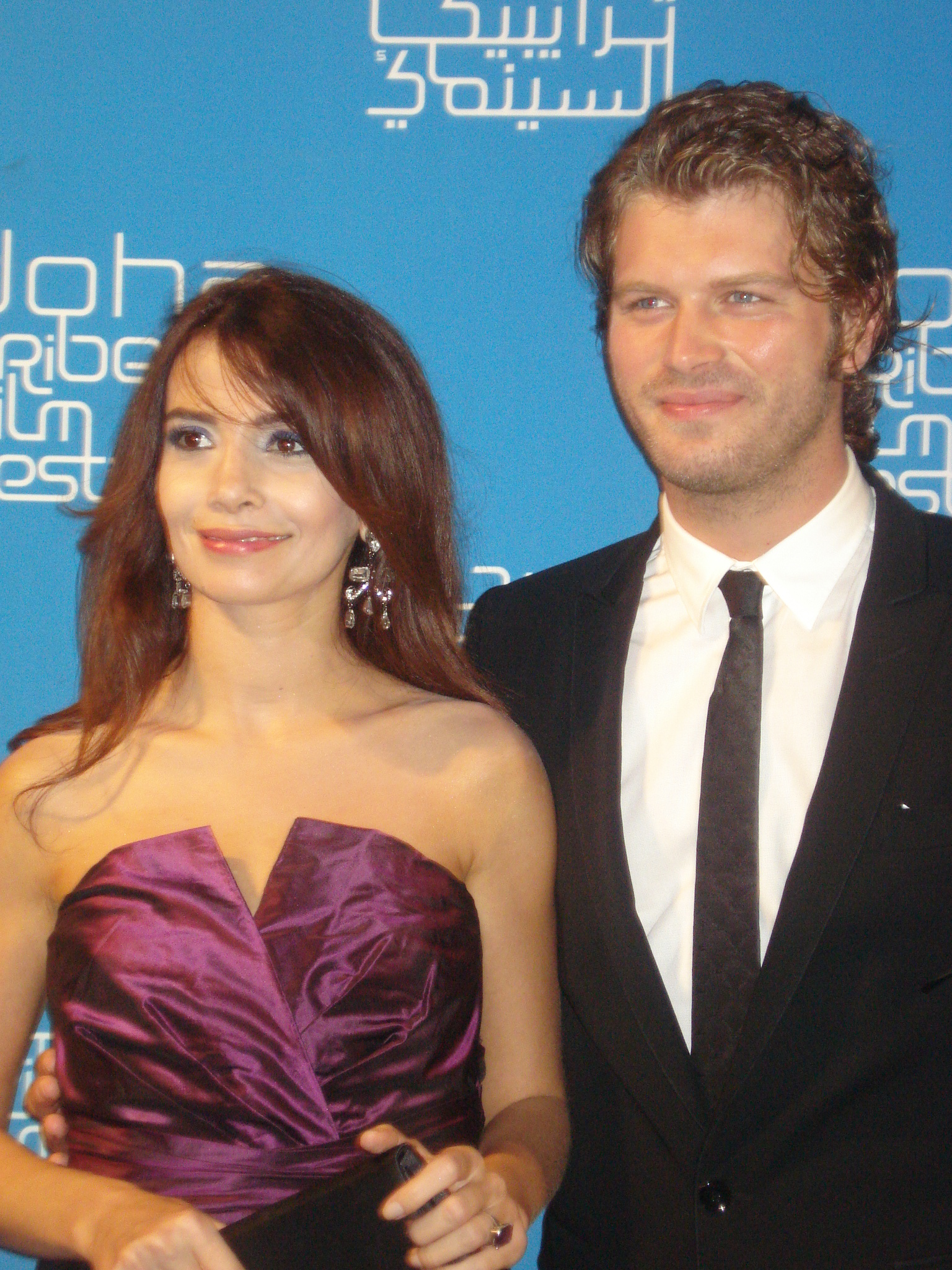
سونغول أودان وكيفانتش تاتليتوغ

- الممثلة سونغول أودان التي تقوم بدور نور شاد أوغلو ويؤدي صوتها الممثلة السورية لورا أبو أسعد
- الممثل كيفانتش تاتليتوغ الذي يقوم بدور مهند شاد أوغلو زوج نور ويؤدي صوته الممثل السوري مكسيم خليل

## البث
- الجدول التالي يبين القنوات التي عرض فيها المسلسل.

| اللغة                            | القناة الباثة                                                                             | التاريخ     |
| -------------------------------- | ----------------------------------------------------------------------------------------- | ----------- |
| التركية                          | كانال دي                                                                                  | 2005        |
| العربية (باللهجة السورية)(مدبلج) | إم بي سي + دراما، الليبية، القناة الثانية المصرية، تونس 21 الأولى، القناة الأولى المغربية | 2008 ، 2009 |

## طاقم العمل والشخصيات
| الشخصية العربية | الممثل           | مؤدي الصوت العربي | معلومات عن الشخصية                                                     |
| --------------- | ---------------- | ----------------- | ---------------------------------------------------------------------- |
| نور             | سونغول أودان     | لورا أبو أسعد     | البنت الجميلة القادمة من أفيون، وزوجة مهند.                            |
| مهند            | كيفانتش تاتليتوغ | مكسيم خليل        | حفيد فكري بيك، وزوج نور.                                               |
| فكري بيك        | اكريم بورا       | محمد خرماشو       | صاحب شركة شاد أوغلو، وجد العائلة.                                      |
| شريفة خانم      | غونغور بايرك     | أماني الحكيم      | زوجة أحمد (ابن فكري بيك)، وأم مهند ودانة                               |
| عابدين          | عمري كارايل      | علي كريم          | صاحب "شركة نور تكستايل للأزياء"، وكان معجب بنور، واختطفها للزواج منها. |
| فجر             | سويدان سويداس    | مروان أبو شاهين   | حفيد فكري بيك، أخو بانة، وابن عم مهند.                                 |
| ميسون           | لاسين سيلان      | نبال جزائري       | ابنة فكري بيك.                                                         |
| أنور            | سيردار اورتشين   | إياد أبو الشامات  | صديق مهند، وزوج دانة.                                                  |
| دانة            | إيشة فارلير      | رغداء شعراني      | حفيدة فكري بيك، وأخت مهند تعمل رسامة.                                  |
| بانة            | سيفينش جلسين     | زينة ظروف         | حفيدة فكري بيك، وابنة عم مهند مي طويلة بلا غسلة.                       |
| كامل            | كامل جولور       | مجد فضة           | زوج بانة، ويعمل صحفي.                                                  |
| هبة             | فوزون إيربلاك    | فاطمة سعد         | زوجة فكري بيك الجديدة الطامعة في ثروته                                 |
| رهام            | كانسين أوزوسين   | نسرين الحكيم      | زوجة فجر.                                                              |
| رقية            | يليز باشلانغش    | رنا شميس          | صديقة نور، وتعمل لدى العائلة في الفيلا.                                |
| ألمى            | كايرا سيمور      | غزل مزين          | ابنة دانة.                                                             |
| نهال            | هيلال يوسين      | نادية ملا رسول    | عشيقة مهند السابقة، وأم ابنه مهند.                                     |
| مروان           | يوغور أرسلان     |                   | زوج رقية، ويعمل لدي العائلة.                                           |

## دبلجة المسلسل
تم دبلجة المسلسل من اللغة التركية إلى العربية باللهجة السورية بواسطة شركة سامة للإنتاج والتوزيع الفني السورية، وقد أدى الدبلجة مجموعة من الممثلين السوريين.

### دبلجة أسماء الشخصيات
تم تغيير أسماء الشخصيات من اللغة التركية إلى أسماء باللغة العربية، وذلك لأن الأسماء التركية قد تبدو غريبة وصعبة النطق نوعًا ما بالنسبة للجمهور العربي. تم اعتماد أسماء عربية قريبة من نطق الأسماء التركية لتحقيق مزيد من التوافق والسهولة في التفاعل مع القصة.
جدول يوضح الأسماء في كلا النسختين:
| اسم الشخصية بالعربية | اسم الشخصية بالتركية | اللفظ بالعربية | معنى الاسم |
| -------------------- | -------------------- | -------------- | ---------- |
| نور                  | Gümüş                | جوموش/جوموج    | الفضة      |
| مهند                 | Mehmet               | ميهمت          | محمد       |
| دانة                 | Pinar                | بينار          |            |
| فكري بيك             | Mehmet Fikri         | ميهمت فكري     | فكري       |
| شريفة خانم           | Şeref                | شرف            | شريفة      |
| بانة                 | Bahar                | بهار           | الربيع     |
| '                    | Emir                 | أمير           | أمير       |
| أحمد بيك             | Ahmet                | أهميت          | أحمد       |
| '                    | Gülsün               | جولزان         |            |
| أنور                 | Onur                 | أونور          | تكريم      |
| '                    | Levent               | ليفينت         |            |
| كامل                 | Göhkan               | جوكان          |            |
| نهال                 | Nihan                | نيهان          |            |
| '                    | Dilruba              | ديلروبا        |            |
| '                    | Bahar                | باهار          |            |
| '                    | Esra                 | إيسرا          |            |
| عابدين               | Engin                | إنجين          |            |

### دبلجة أسماء الأماكن
لم يحدث تغيير كبير في أسماء الدول والمدن والأماكن في المسلسل. يمكن القول إن الدوبلاج حافظ على أسماء البلدان التركية جميعها، حيث إنها تعتبر معروفة للجمهور.

## الأحدات المهمة
في بداية المسلسل:
- رفض مهند لنور بالبداية
- بدأ مهند بحب نور بمساعدة من دانا
- مهند يعرف أن لأخته دانا بنت انجبتها في أمريكا دون علم العائلة ودانا تصر على عدم الإفصاح عن الأب
- نور حامل
- قدوم بنت دانا وزواجها من أنور
- إسقاط نور للجنين عندما سقطت من الدرج
- دخول نور إلى السجن بسبب قتلها لعابدين
- مهند في حاله خطرة بسبب زوج ابنة زوجة فكري بيك وبالتعاون مع فجر بطعن مهند
- طلاق مهند ونور بسبب نهال
- عودة نور ومهند عقب حادث سيارة تعرضا له سويا

## الشخصيات التي تغيرت في المسلسل
بسبب الفترة الزمنية التي تم تصوير المسلسل فيها، وعرضه على جزئين، تغيرت عدة شخصيات في المسلسل ومنها:
- الممثل سويدان سويداس الذي يلعب دور فجر: يقوم ممثل آخر في لعب دوره بسبب سفره إلى الجيش
- تتغير شخصية ميسون لاسين جيلان : بسبب مرضها.

## ردود الفعل
نال المسلسل نصيبًا كبيرًا من النجاح في العديد من أنحاء العالم العربي، حيث أصبح حديث الشارع. وقد أسهمت زيارة فناني المسلسل لقناة "إم بي سي" في مدينة دبي للإعلام في 18 مايو 2008 بشكل كبير في زيادة نسبة المشاهدة. يُذكر أن الممثلة التركية سونغول أودان، التي جسدت شخصية "نور"، لم ترافق الفريق خلال الزيارة، بسبب قضية شخصية بينها وبين زوجها، حيث ترددت شائعات بأنه يتهمها بحب الممثل كيفانش تاتليتوغ، الذي جسد شخصية "مهند"، في الواقع.
انتقد مفتي السعودية الشيخ عبد العزيز بن عبد الله بن محمد آل الشيخ مسلسل "نور" والمسلسلات التركية عمومًا، واصفًا إياها بالخبيثة والانحلالية والضالة. وأضاف «أنه لا يجوز مشاهدتها، لأنها تحتوي على الكثير من الشر والبلاء، وتساهم في هدم الأخلاق ومحاربة الفضائل».

## وصلات خارجية
- نور على موقع IMDb (الإنجليزية)
- نور على موقع كينوبويسك (الروسية)
- نور على موقع ألو سيني (الفرنسية)
- نور على موقع قاعدة بيانات الفيلم (الإنجليزية)
- معلومات عن المسلسل (باللغة التركية)